# Caproni Ca.60

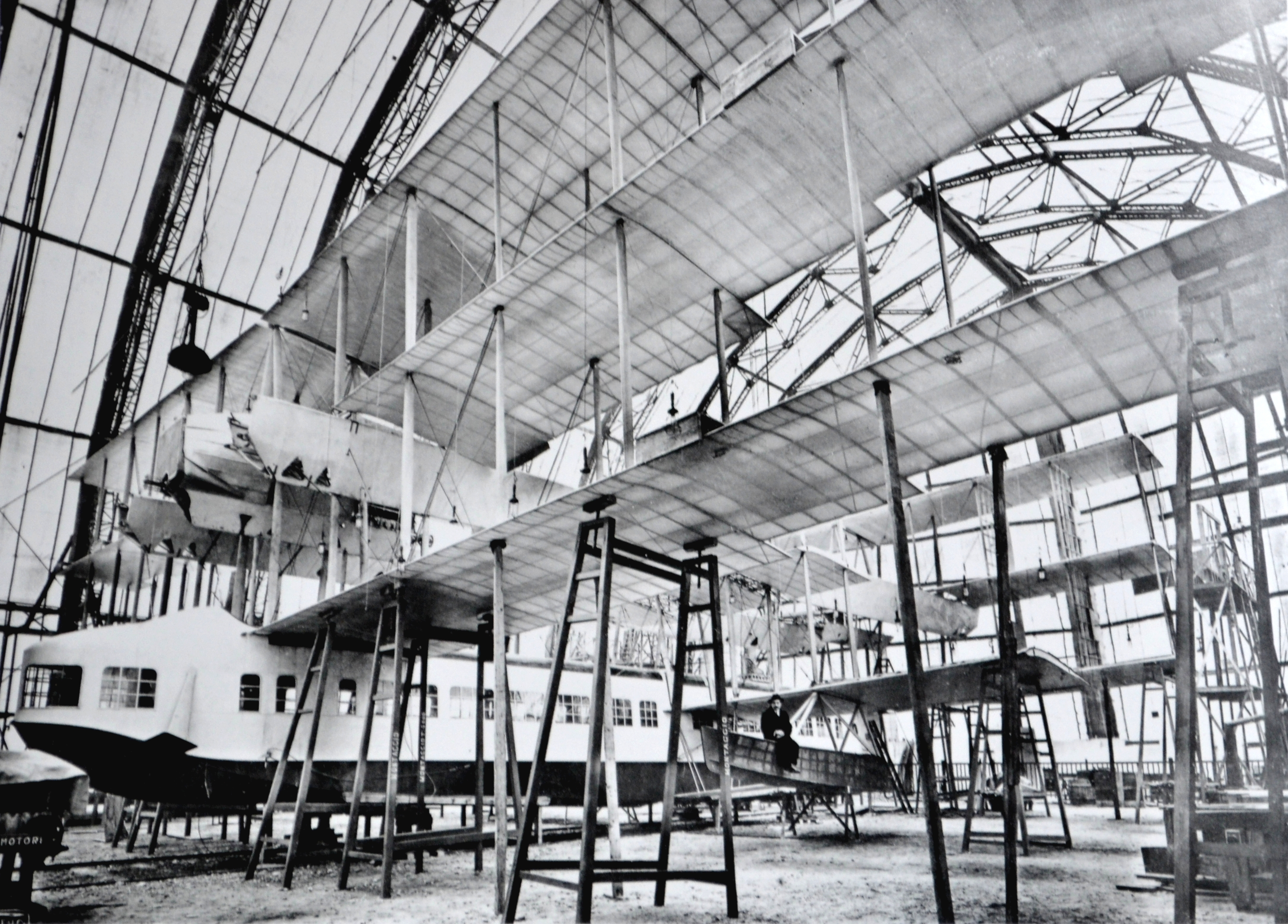
Caproni Ca.60 Noviplano under pågående konstruktion

Caproni Ca.60 Noviplano var ett slags sjöflygplan eller flygande båt, utvecklad av Caproni som prototyp för att kunna transportera ett hundratal passagerare över Atlanten. Det hade åtta motorer och tre uppsättningar trippelvingar. Två pontoner, en på varje sida, skulle ge farkosten stabilitet.
Endast ett exemplar byggdes. Det flög bara en enda gång, den 4 mars 1921, över Lago Maggiore i Italien. Farkosten nådde en höjd på knappa 20 meter, innan den dök och därefter havererade. Piloten klarade sig i princip oskadd.

## I populärkulturen
Premiärflygningen med Ca.60 figurerar i en drömscen i Hayao Miyazakis film Det blåser upp en vind. I drömmen i filmen lyckas dock sjöflygplanet lyfta på allvar.